# 陳文顗
陳文顗（?—?），五代十国時泉州仙游县（今福建仙游县）人，陈洪进的儿子。
陈洪进担任清源军节度使的时候，陈文顗为泉州衙内都指挥使、知漳州。陈洪进归附宋朝，陈文顗为滁州刺史、知漳州。后来召入京师开封府奉朝请。宋真宗景德年间，改为知光州。又领和州团练使，在任无所称道。